# 검은사막 모바일
검은사막 모바일은 원작 검은사막의 IP를 사용한 모바일 운영체제 기반의 MMORPG다. 펄어비스에서 제작하고 서비스한다.

## 게임방식
검은사막은 캐릭터 육성과 필드 사냥 등이 플레이의 주를 이루는 MMORPG 게임이다. 유저는 클래스를 선택하여 캐릭터를 생성하고, 막대한 과금으로 캐릭터를 성장시키는 것이 기본적인 플레이 구조이다.
검은사막은 ‘흑정령’이라 불리는 특이한 시스템을 가진 보조 NPC를 운영하는데, 캐릭터의 퀘스트 진행을 돕거나, 퀘스트를 진행하게 하여 보상을 주기도 하며, 캐릭터의 장비 등을 흡수하여 레벨이 증가하면 캐릭터의 스탯 등을 상승시키는 기능을 가지고 있다.
이외에도, 기존 MMORPG에서 가지고 있는, 단체 보스 사냥, 길드 등의 시스템을 이용하여 캐릭터가 강해지는 것이 주요 목표이다.

## 이야기
자본과 상업의 나라인 칼페온 공화국과 왕정과 보수의 나라 발렌시아 왕국을 배경으로, 두 나라는 고대 문명 발굴로 알게 된 검은 돌을 악용하여 부패한 기존 체제의 강화를 꾀하게 되는 과정속에서 플레이어와 주요 NPC들이 이에 맞서 독립 전쟁을 벌이는 내용이다. 이러한 상황 속에서, 세계관에 조난당한 캐릭터가 흑정령의 존재를 알아채고, 서로 교감하며 캐릭터는 강해지고, 흑정령은 원하는 것을 취해가는 방식으로 메인 퀘스트 등이 진행된다.
검은 돌은 칼페온과 발렌시아 왕국 사이에 있는 사막에 다량 존재하는데, 칼페온은 검은 돌이 묻힌 땅을 검은 사막이라 부르며 자원을 쟁탈하기 위한 전쟁을 시작했고 발렌시아 왕국은 이 전쟁으로 인해 사막에 많은 병사들의 피를 흘려 붉은 사막이라 부른다.

## 반응/영향
대한민국에 2018년 2월 28일을 기해 서비스가 시작되었으며, 사전 예약자 500만 이상을 모으며 유저들의 기대를 모았다. 흥행속에 대만에서도 서비스가 이루어질 예정이며, 사전예약 200만을 돌파했다.